# 忠字舞
忠字舞（中国語: 忠字舞、ピンイン：Zhōngzì wǔ）は、中華人民共和国の文化大革命の期間に広場等の公共の場所、あるいはパレードの際に踊られた集団舞踊である。

## 特徴
1960年代の後半、中国において指導者である毛沢東への個人崇拝はあらゆる方面に及んでおり、中国国民は忠字舞を披露して彼への敬愛及び忠誠を表した。この集団舞踊はマンゴー崇拝や毛沢東語録と並んで毛に対する個人崇拝のシンボルの１つと考えられている。
忠字舞は新疆ウイグル自治区で盛んに行われていた民族舞踊が起源と考えられており、踊り手は毛沢東語録を手に持ち東方紅等の革命歌や毛沢東語録から採られた詞とともに歌と踊りを披露した。
特に文革の初期において忠字舞は中国国民の日常生活に欠かせないものとなり、著名なスローガンである「三忠于」(三つの忠誠。毛自身への忠誠、毛沢東思想への忠誠、毛が唱える革命路線への忠誠)に基づいて毛に対する忠誠心と献身を表すものとされた。

## 歴史
忠字舞は文革の発生直後から出現し、1968年頃には中国のあらゆる場所で革命模範劇とともに披露されるようになった。踊り手は老若男女や職業等を問わず（鉱山労働者、会社員、子供）、纏足を施した老女ですら踊ることを求められたという。
1969年4月の中国共産党第9回全国代表大会後に忠字舞に対する国民の熱狂は冷めていき、1976年の文革の終了とともに踊る者はいなくなった。